# Josef Sedláček (1915)
Josef Sedláček (22. února 1915 Mannheim – 16. dubna 1942 Babdown) byl český pilot Royal Air Force v období druhé světové války.

## Život

### Před druhou světovou válkou
Josef Sedláček se narodil v roce 22. února 1915 v německém Mannheimu. Mládí strávil v Litomyšli, vystudoval technický obor a stal se strojníkem. 

### Druhá světová válka
Po německé okupaci opustil Josef Sedláček 25. srpna 1939 společně s Jiřím Mikuleckým ilegálně Protektorát Čechy a Morava a v Polsku se přihlásil do zde vznikající československé zahraniční jednotky. Po pádu Polska v září 1939 upadl do sovětské internace. Po propuštění se přes Střední východ, Turecko a severní Afriku dostal do Spojeného království, kde vstoupil do Royal Air Force. Začal s výcvikem na britské letecké technice. Dne 16. dubna 1942 odstartoval společně s dalšími dvěma letci ke cvičnému letu na stroji Airspeed Oxford Mk.I V4021 z letiště Hullavington. Letoun se z neznámých příčin zřítil tři kilometry jihozápadně od farmy Babdown v Gloucestershire a Josef Sedláček zahynul. Dosáhl hodnosti rotného. Pohřben byl 21. dubna na hřbitově u London Road v Chippenhamu.

## Posmrtná cenění
- Josef Sedláček byl in memoriam povýšen do hodnosti podplukovníka